# Simijaca (kommun)
Simijaca är en kommun i Colombia.   Den ligger i departementet Cundinamarca, i den centrala delen av landet, 100 km norr om huvudstaden Bogotá. Antalet invånare är 11 017. Arean är 107 kvadratkilometer.
Terrängen i Simijaca är varierad.